# Puchar Polski w hokeju na lodzie 2021
Puchar Polski w hokeju na lodzie mężczyzn 2021 – 24. edycja rozgrywek o Puchar Polski.
W październiku 2021 ogłoszono, że turniej odbędzie się pod koniec roku kalendarzowego na Lodowisku im. Braci Nikodemowiczów w Bytomiu.
Mecze transmitowane były w TVP Sport.

## Wyniki
Półfinały
| 27 grudnia 2021 | GKS Katowice | 4:5 | KH Energa Toruń | Lodowisko im. Braci Nikodemowiczów w Bytomiu, Bytom |

| Szczegóły      | Szczegóły | Szczegóły       | Szczegóły | Szczegóły                                                                                                  |
| -------------- | --- | --------------- | --- | --- |
| Godzina: 15:30 | (G. Pasiut – K. Valtola) P. Wronka (EQ) 02:39 B. Fraszko (EQ) 16:42 (G. Pasiut) P. Wronka (PP) 23:40 (C. Hudson – M. Lehtonen) J. Wanacki (EQ) 42:59 | (2:1, 1:2, 1:2) | 15:28 (SH) M. Kalinowski (R. Arrak) 21:09 (SH) R. Arrak 37:42 (PP) H. Limma (V. Vasjonkin – J. Rożkow) 40:12 (EQ) K. Kalinowski (P. Kogut – J. Szkrabow) 53:01 (EQ) K. Kalinowski (P. Kogut – M. Kalinowski) | Widzów: 1000 Sędzia główny: Michał Baca Krzysztof Kozłowski Sędziowie liniowi: Mateusz Bucki Andrzej Nenko |
| Godzina: 15:30 | 4 min. kar 39 strzałów |                 | 10 min. kar 33 strzały | Widzów: 1000 Sędzia główny: Michał Baca Krzysztof Kozłowski Sędziowie liniowi: Mateusz Bucki Andrzej Nenko |

| 27 grudnia 2021 | KS Re-Plast Unia Oświęcim | 3:4 | ComArch Cracovia | Bytom, Lodowisko im. Braci Nikodemowiczów w Bytomiu |

| Szczegóły      | Szczegóły                                                                        | Szczegóły                       | Szczegóły | Szczegóły |
| -------------- | -------------------------------------------------------------------------------- | ------------------------------- | --- | --- |
| Godzina: 20:10 | Krystian Dziubiński 20:30 Victor Rollin Carlsson 41:21 Aleksandr Strielcow 42:05 | (0:0, 1:2, 2:1, d. 0:0, k. 1:3) | 29:07 Dmitrij Ismagiłow 31:28 Dmitrij Ismagiłow 57:22 Collin Shirley 65:00 (decyd. najazd) Dmitrij Ismagiłow | Widzów: 1200 Sędzia główny: Bartosz Kaczmarek Paweł Breske Sędziowie liniowi: Wojciech Moszczyński Sławomir Szachniewicz |
| Godzina: 20:10 | 6 min kar                                                                        |                                 | 8 min kar | Widzów: 1200 Sędzia główny: Bartosz Kaczmarek Paweł Breske Sędziowie liniowi: Wojciech Moszczyński Sławomir Szachniewicz |

Finał
| 28 grudnia 2021 | ComArch Cracovia | 3:0 | KH Energa Toruń | Bytom, Lodowisko im. Braci Nikodemowiczów w Bytomiu |

| Szczegóły      | Szczegóły                                                        | Szczegóły       | Szczegóły  | Szczegóły                                                                                         |
| -------------- | ---------------------------------------------------------------- | --------------- | ---------- | ------------------------------------------------------------------------------------------------- |
| Godzina: 20:15 | Erik Němec 24:19 Martin Dudáš 45:51 Jewgienij Bodrow 58:45 (5/6) | (0:0, 1:0, 2:0) |            | Widzów: 800 Sędzia główny: Michał Baca Michał Baca Sędziowie liniowi: Mateusz Bucki Andrzej Nenko |
| Godzina: 20:15 | 4 min kar                                                        |                 | 10 min kar | Widzów: 800 Sędzia główny: Michał Baca Michał Baca Sędziowie liniowi: Mateusz Bucki Andrzej Nenko |